# اسکاربورو، کوئینزلند
اسکاربورو (به انگلیسی: Scarborough) یک حومه شهر در استرالیا است که در کوئینزلند واقع شده‌است.